# Palazzo Ottolenghi
Palazzo Ottolenghi è un palazzo di Asti. È uno dei palazzi barocchi più prestigiosi della città, situato in corso Alfieri (l'antica Contrada Maestra), nel Rione San Martino San Rocco ed è sede anche del Museo del Risorgimento.

## Storia
Anticamente denominato Palazzo Gabutti, è difficile indicarne l'anno di costruzione. Si sa con certezza che agli inizi del XVIII secolo era diviso in due palazzi contigui, uno della famiglia del Conte Carlo Gabutti di Bestagno e l'altra della famiglia Ramelli di Celle.

Nella seconda metà del Settecento il conte Giuseppe Antonio Gabutti acquistò anche l'altra parte e nel 1754 diede incarico all'architetto Benedetto Alfieri di modificare le costruzioni in un unico palazzo.
Il 19 maggio 1815, dopo la caduta di Napoleone Bonaparte, vi sostò papa Pio VII, trasferendosi da Torino a Roma. La camera in cui alloggiò è ancora oggi definita camera papale.
Palazzo Ottolenghi fu per anni la sede del palco delle autorità ed il punto di arrivo della storica Corsa del Palio di Asti. Nella tribuna, riservata al Podestà con i deputati della festa, era presente anche un messo comunale che aveva l'incarico di sporgere il Palio, per permettere al primo fantino arrivato di toccarlo e così sancire la legittimità della vittoria.

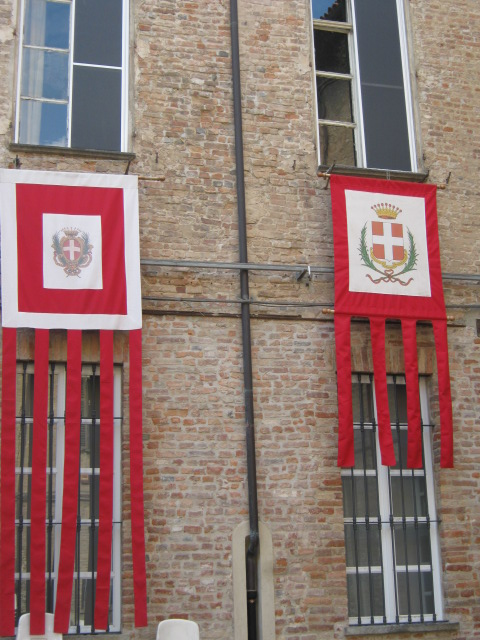
Particolare dei vessilli alle finestre con gli stemmi
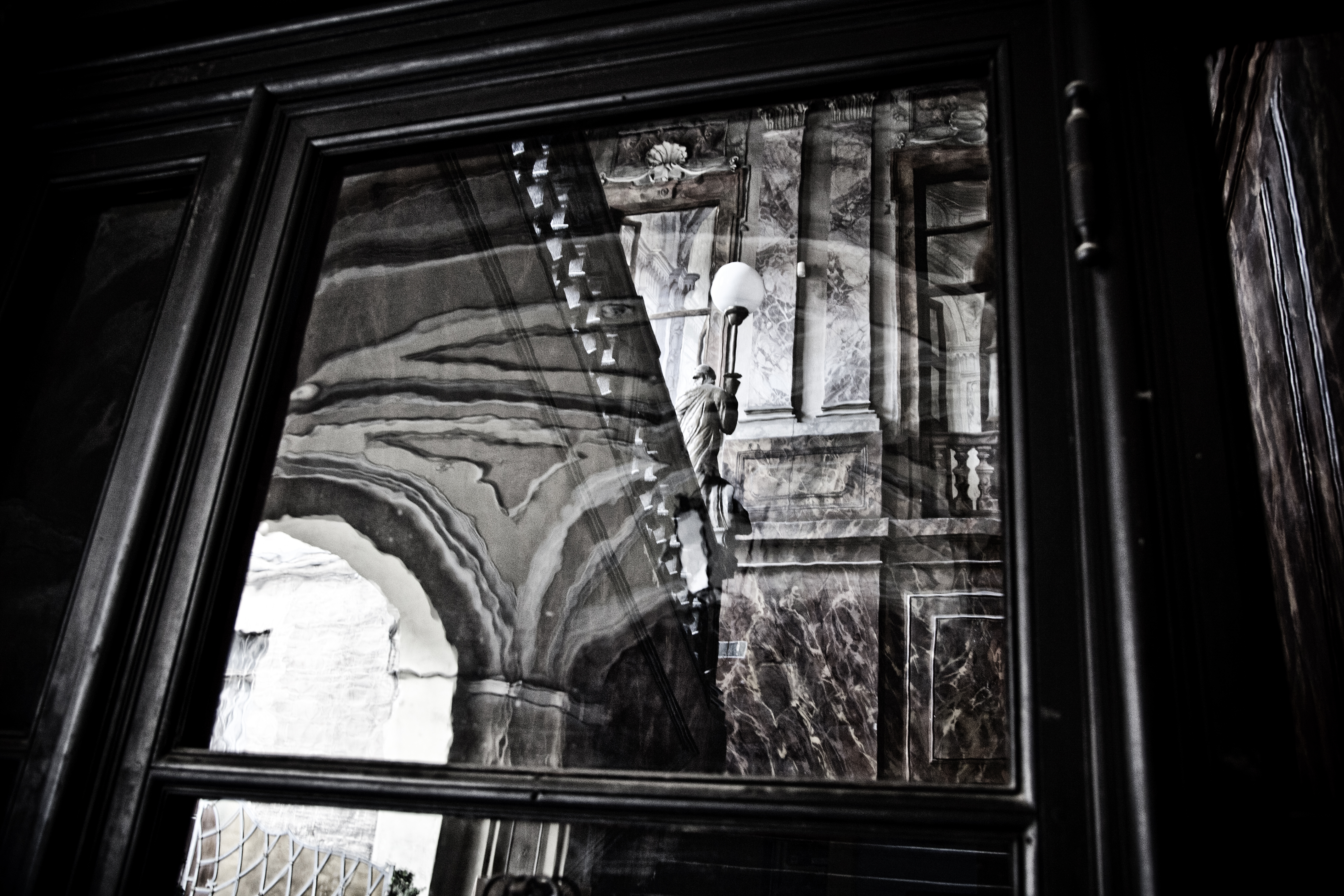
Veduta dello scalone attraverso il vetro del portone d'ingresso.
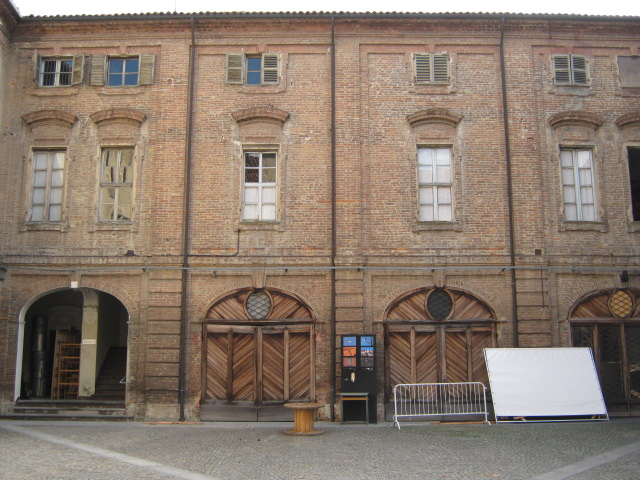
Il cortile
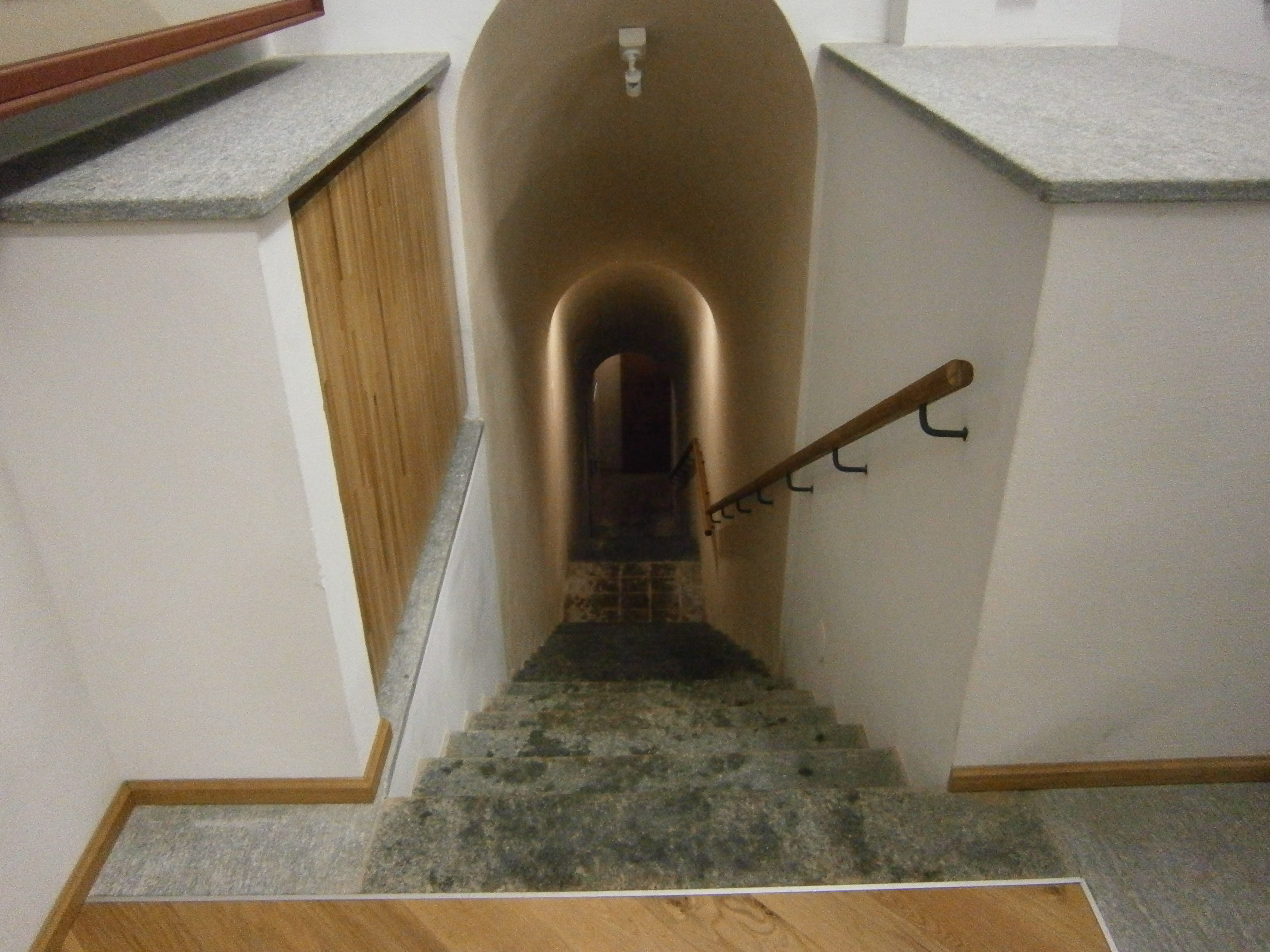
Verso il rifugio antiaereo

Nel 1851 il palazzo venne acquistato da Jacob Sanson, ufficiale dell'Ordine della Corona d'Italia, appartenente ad una delle famiglie ebraiche all'epoca più influenti di Asti, gli Ottolenghi, che lo rimodernò in stile impero, sostituendo anche l'arredamento con lo stile Napoleone III.
Nel 1932 la famiglia Ottolenghi lo donò alla città di Asti e per qualche anno fu sede della Prefettura.
Vi sono invece ora alcuni uffici comunali e il salone viene utilizzato per convegni e mostre durante manifestazioni culturali o enogastronomiche come la Douja d'Or.

## Il palazzo
La costruzione attuale cinge le due corti preesistenti.
La facciata su Corso Alfieri, tipica alfieriana, è costituita da una fila di colonne che sembrano dividere il palazzo in cinque parti, quattro delle quali sono sovrastate da tre finestre ciascuna, mentre in quella centrale c'è l'ingresso con l'antico portone sovrastato da un balcone su cui si affaccia una porta-finestra sormontata da un timpano a volute, simile a quello di Palazzo Alfieri.

## L'interno
Di notevole interesse le "sovrapporte" del Gonin ed alcune su tela, sono ancora esposte nel salone di rappresentanza:
- Susanna e i vecchioni attribuita a Giovanni Busi detto “Il Cairani”
- La Morte dei Figli di Niobe, anonimo, della metà dell'Ottocento

Il salone del ballo
Lo scalone prima del restauro
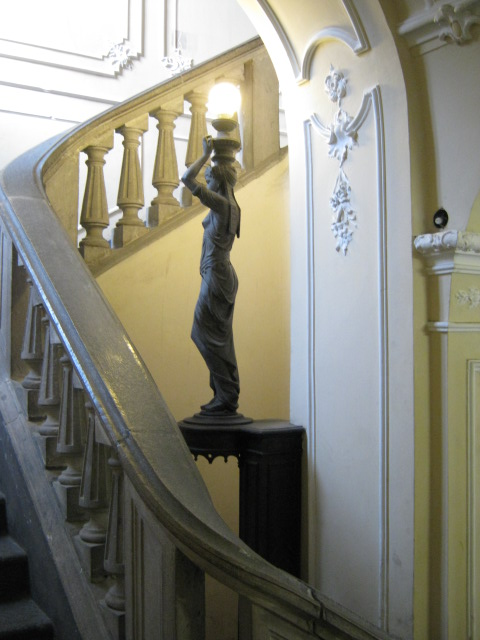
Lo scalone dopo il restauro
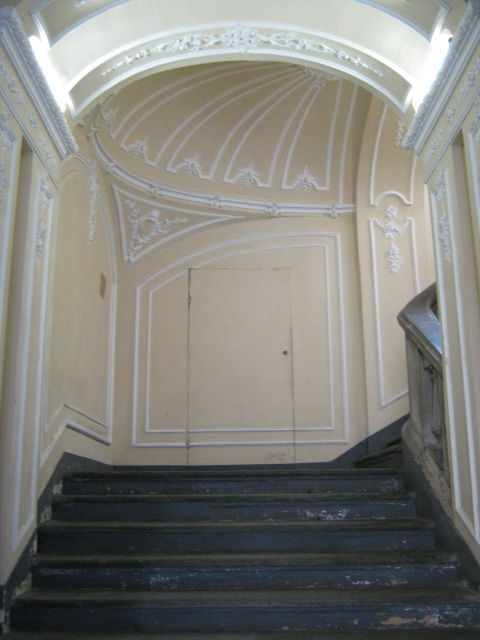
Lo scalone d'onore
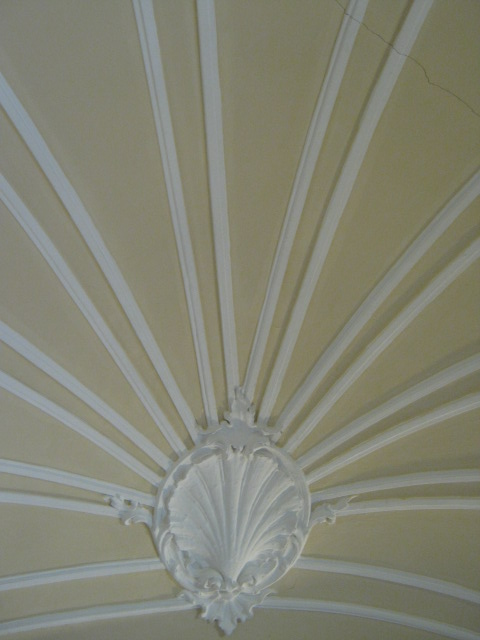
Particolare degli stucchi
Tavolo e specchiera, seconda metà del XIX secolo